# Negdje pokraj nas
Negdje pokraj nas je prvi album pop-rock skupine Černy & Gang.  Objavljen je na proljeće 2006. godine u izdanju Dallas Recordsa.
Sniman je tijekom 2004.i 2005.godine u Soundcage studiju u Zagrebu. Glazbeni producent je Marijan Gudelj (Mr Goody), dizajn omota je djelo Viole Šebalj, a ilustracije potpisuje Hrvoje Ružić.

## Popis pjesama
1. Samo tvoj-rmx
2. Mi vas čujemo
3. Ružmarin
4. Priče koje nešto znače
5. Princ
6. Čudni ples
7. Cvijet ljubavi
8. Šetnja
9. Ljudi su čudni
10. Negdje pokraj nas